# 李晖 (1970年)
李晖（1970年5月—），女，汉族，湖南桃江人，中华人民共和国政治人物。益阳师范学校毕业，湖南大学管理科学与工程专业在职研究生，管理学博士。

## 生平
1984年9月，在益阳师范学校学习。1987年7月参加工作，任湖南工具厂子弟学校教师、团支部书记。1989年8月，任益阳市九三学社专干、办公室主任。1992年3月，任湖南国际城开发总公司办公室主任。1992年7月，任共青团湖南省委干部、副主任科员、主任科员、科长。1993年6月加入中国共产党。1995年8月，任中共长沙市委宣传部副部长。1997年8月，任共青团长沙市委书记、党组书记（期间：1998年6月，当选为共青团第十四届中央委员）。2000年10月，任共青团湖南省委副书记、党组成员（期间：2003年7月，当选为共青团第十五届中央委员）。2005年1月，任共青团湖南省委副书记、党组副书记（期间：2005年7月，当选为全国青年联合会第十届常委）。2007年1月，当选共青团湖南省委书记。
2008年11月，任中共株洲市委副书记兼炎陵县委书记。2011年6月，任中共怀化市委副书记、怀化市人民政府市长候选人，2012年1月7日正式当选怀化市市长。2014年7月，任湖南省文化厅党组书记、厅长。2016年12月，任中共永州市委书记。